# Frank Pastore
Pour les articles homonymes, voir Pastore.
Frank Enrico Pastore (né le 21 août 1957 à Alhambra (Californie), aux États-Unis, et mort le 17 décembre 2012 à Upland (Californie)), est un lanceur droitier de baseball ayant joué dans les Ligues majeures de 1979 à 1986. Il a aussi été animateur de radio.

## Carrière de joueur de baseball
Frank Pastore est un choix de deuxième ronde des Reds de Cincinnati en 1975. Il fait ses débuts dans le baseball majeur le 4 avril 1979 avec cette équipe, pour qui il évolue presque toute sa carrière. À sa saison recrue, il est le lanceur partant des Reds dans le deuxième match de la Série de championnat de la Ligue nationale contre les Pirates de Pittsburgh. Il ne donne que deux points en sept manches au monticule et n'est pas impliqué dans la décision malgré la défaite de son club. Il connaît sa meilleure saison en 1980 comme lanceur partant avec une moyenne de points mérités de 3,27 en 184 manches et deux tiers lancées. En 27 départs, il remporte 13 victoires et subit 7 défaites. Il lance neuf matchs complets dont deux blanchissages.
Le 4 juin 1984, dans un match contre les Dodgers de Los Angeles, Pastore est atteint au bras droit par une balle frappée en flèche par Steve Sax. La blessure déraille la carrière de Pastore, qui est utilisé tantôt comme lanceur partant, tantôt comme releveur dans les années suivantes et lance considérablement moins de manches qu'au cours de ses premières saisons. Il conclut sa carrière par un bref passage dans la Ligue américaine avec les Twins du Minnesota en 1986. Il y joue 33 matchs, dont 32 comme releveur, et présente une moyenne de points mérités de 4,01.
En 220 parties, dont 139 départs, dans le baseball majeur, Frank Pastore compte 48 victoires contre 58 défaites avec une moyenne de points mérités de 4,29 et 541 retraits sur des prises en 986 manches et un tiers au monticule. Le droitier a lancé 22 matchs complets et réussi sept blanchissages, en plus d'enregistrer 6 sauvetages comme lanceur de relève.

## Vie personnelle
Converti au christianisme, Pastore anime à partir de 2004 le Frank Pastore Show sur les ondes de la radio chrétienne KKLA-FM (en) à Los Angeles. Il est un partisan de la droite politique et a attaqué le Parti démocrate américain dans des éditoriaux.
Pastore dit avoir détenu un record pendant 21 ans en mangeant en mai 1987 un steak de 72 onces en 9 minutes et demie au Big Texan Steak Ranch, un restaurant d'Amarillo au Texas qui lance des défis aux gros mangeurs. (Le record est de 4 min 58 s, pour une femme, Molly Schuyler (en), le 26 mai 2014.) 
Le 19 novembre 2012, il est gravement blessé dans un accident de moto en Californie et est plongé dans un coma. Il meurt un mois plus tard, le 17 décembre 2012.